# Tierpark Hirschfeld
Koordinaten: 50° 37′ 40″ N, 12° 26′ 25″ O
Der Tierpark Hirschfeld liegt in Hirschfeld, Ortsteil Voigtsgrün, bei Zwickau im sächsischen Landkreis Zwickau.
Aufzeichnungen der Frau Martha von Arnim (geb. v. Schlegell) belegen, dass das Gelände mit seinem Baumbestand bereits seit Jahrhunderten geschützt war. 
Landkarten von 1870 zeigen, dass an dieser Stelle bereits ein Tiergehege existierte. Es gehörte dem Besitzer der Herrschaft Planitz, Herrn Alexander von Arnim, der hier Rotwild hielt. 1890 wurde im Gehege ein Jagdhaus errichtet, welches heute noch existiert und als „Blockhaus“ bezeichnet wird. 1909 erbte der Bruder, Herr Arno von Arnim, Voigtsgrün und somit auch das Tiergehege. 
1956 wurde das ca. 6 ha große Gehege zum Tierpark umgebaut. Der erste Tierbesatz umfasste Rothirsch, Rotfuchs und Dachs.
Heute leben auf dem erweiterten Gelände ca. 600 Tiere 90 verschiedener Arten. Unter anderem sind dies Marderhunde, Wildschweine, Bären, Wölfe, Hängebauchschweine, Stelzvögel, Heidschnucken, Waschbären, Stachelschweine, Europäische Mufflons, Wisente, Schneeeulen, Affen und Frettchen. Ebenso umfasst das Gelände einen bis zu 450 Jahre alten Baumbestand.
Neben den Tiergehegen gibt es auf dem Gelände noch Streichelzoo, Gastronomie, Minigolf und Kinderspielplatz. Den Besuchern ist es erlaubt, ihre Hunde mit in den Tierpark zu bringen. 
Mitte 2017 wurde mit dem Bau einer neuen Anlage für die Wisente begonnen.